# Castell de Borgeby
El  Castell de Borgeby (suec: Borgeby slott: Borgeby slott) és un edifici ubicat en el municipi de Lomma, Escània, al costat del riu Kävlingeån, al sud de Suècia.
El castell fou construït en el lloc d'un castell o fortalesa del segle xi. Es podria trobar al lloc relacionat amb el regnat del rei Harald Blåtand. i podria haber sigut reconstruït similar a una fortalesa vikinga (tipus Trelleborg) amb un diàmetre de 150 metres. La construcció s'hauria fet en diverses fases amb dues rases separades. Els edificis existents van ser cremats durant l'era dels vikings. Excavacions fetes el 1998 evidencien la trobada d'una seca fet que podria provar que aquest lloc va pertànyer des dels seus començaments fins al 1536 a l'Arquebisbe de Lund.
Els edificis han canviat al llarg dels segles. La torre Börjes fou probablement construïda en el segle xv. Les torres es troben soles d'ençà que l'ala oriental va ser derrocada el 1860 i renovada el 1870. La porta sembla del segle xvi però té parts més velles. L'edifici principal d'avui va ser construït entre 1650 i 1660. L'estable va ser construït de maons el 1744.
Segons el testament de l'arquebisbe Karl Eriksson (†1334) van ser criats cavalls en les terres durant el segle xiv. El castell va ser cremat el 1452 pels suecs i el 1658 pels danesos. Els descobriments d'excavacions suggereixen que fou cremat en el segle xvi encara que no està documentat. Això podria haver estat durant la revolta dels pagesos de 1525.
Moltes famílies aristocràtiques daneses i sueques han residit en el castell des de la reforma Protestant. El rei Cristià III de Dinamarca va hipotecar la propietat a Jørgen Kock († 1556), l'Alcalde aristocràtic de Malmö. Avui és un museu presentant les pintures de l'artista suec Ernst Norlind (1877-1952), pel fet que el seu sogre va adquirir el castell en 1886 en una subhasta.